# 2133 Franceswright
A 2133 Franceswright (ideiglenes jelöléssel 1976 WB) a Naprendszer kisbolygóövében található aszteroida. Harvard Obszervatórium fedezte fel 1976. november 20-án.